# Gottfried Schultz (Mediziner)
Gottfried Schultz (auch Gottfried Schulz, * 20. April 1643 in Breslau; † 4. Mai 1698 ebenda) war ein deutscher Mediziner und Arzt in Breslau.

## Leben
Gottfried Schultz studierte Philosophie, Mathematik u. Medizin bei Johann Theodor Schenck und Erhard Weigel an der Universität Jena. Nach einer Reise nach Italien mit Aufenthalten in Nürnberg und in Augsburg wurde er 1671 in Venedig promoviert. Anschließend wirkte er als Arzt in Breslau.
Im Juli 1676 wurde Gottfried Schulz unter der Matrikel-Nr. 63 mit dem akademischen Beinamen Aegineta I. als Mitglied in die Academia Naturae Curiosorum, die heutige Deutsche Akademie der Naturforscher Leopoldina, aufgenommen.